# Alessio Chiodi
Alessio Chiodi   (Salò, 17 de març de 1973), conegut també com a Chicco Chiodi, és un ex-pilot de motocròs italià, tres vegades Campió del Món de 125cc i dues vegades guanyador del Motocross des Nations amb la selecció italiana.

## Trajectòria esportiva
Debutà a sis anys en curses de minicross, guanyant-ne sis campionats d'Itàlia. El 1988 fou subcampió d'Itàlia de motocròs en categoria cadet i el 1991 Campió d'Europa. El 1992 debutà al Mundial en 125cc, pilotant una KTM, començant aviat a obtenir-hi èxits: Subcampió del món els anys 1994 i 1995 i, a partir de 1997 encetà la seva ratxa de tres campionats consecutius. Amb el seu segon títol, conquerit el 1998 amb Husqvarna, esdevingué el primer italià campió del món amb una moto italiana (ja que aleshores la mítica marca sueca era propietat de Cagiva). El 1999 guanyà el Motocross des Nations formant equip amb Andrea Bartolini i Claudio Federici, aconseguint per primer cop aquest títol per a Itàlia. El 2002 repetí la gesta, però aquella edició fou molt polèmica i estigué boicotejada pels equips més potents (estatunidecs, belgues i altres).
L'any 2000 tenia previst desplaçar-se als EUA per tal de disputar el Campionat AMA de supercross 125, però una greu lesió a l'esquena durant el SX del Motor Show de Bolonya el feu desestimar el projecte, ja que hagué de restar inactiu una bona temporada. Reaparegué a la darrera cursa del Mundial, aprofitant per a deixar la Husqvarna i tornar a Yamaha. Vingueren llavors uns anys difícils, canviant dels 125 als 250cc a la recerca de la competitivitat perduda, condicionat per lesions i problemes de tota mena. La resurrecció començà el 2004, acabant en cinquena posició final el Mundial de MX2, i es completà el 2005 amb la victòria al Campionat italià i la tercera posició final al Mundial, rere Antonio Cairoli i Andrew McFarlane (després d'un llarg duel durant tota la temporada entre tots tres pilots per la victòria final).
L'any següent tornà a veure's afectat per problemes físics i tècnics; a finals de temporada anuncià el fitxatge per Aprilia i la intenció de córrer el Mundial de MX1 la temporada del 2007, pilotant la revolucionària MXV450 (l'única moto de cross bicilíndrica actual). Els resultats, però, foren decebedors i Chicco i el seu company d'equip (el belga Cedric Melotte) perderen aviat l'entusiasme, patint més del previst l'ajornament de l'innovador projecte. El 2008 abandonà Aprilia, passant a pilotar la TM, motocicleta feta a Pesaro. El 2009 canvià a Suzuki i inicià la seva darrera temporada al Mundial de motocròs.

## Palmarès en motocròs
| Any          | Motocicleta  | Campionat del Món | Campionat del Món | MXDN | C. d'Itàlia    |
| Any          | Motocicleta  | 250cc             | 125cc             | MXDN | C. d'Itàlia    |
| ------------ | ------------ | ----------------- | ----------------- | ---- | -------------- |
| 1988         | KTM          | -                 | -                 |      | 1r Cadet 125cc |
|              |              |                   |                   |      |                |
| 1991         | KTM          | -                 | -                 |      |                |
| 1992         | KTM          | -                 | 11è               |      |                |
| 1993         | Honda        | -                 | 8è                |      |                |
| 1994         | Honda        | -                 | 2n                |      | 1r 125cc       |
| 1995         | Yamaha       | -                 | 2n                |      |                |
| 1996         | Yamaha       | 16è               | -                 |      | 1r 125cc       |
| 1997         | Yamaha       | -                 | 1r                |      |                |
| 1998         | Husqvarna    | -                 | 1r                |      | 1r 125cc       |
| 1999         | Husqvarna    | -                 | 1r                | 1r   | 1r 125cc       |
| 2001         | Yamaha       | -                 | 6è                |      |                |
| 2002         | Yamaha       | 10è               | -                 | 1r   | 1r 250cc       |
|              |              | Mx GP             | 125cc             |      |                |
| 2003         | Yamaha       | -                 | 8è                |      | 1r 125cc       |
|              |              | MX1               | MX2               |      |                |
| 2004         | Yamaha       | -                 | 5è                |      |                |
| 2005         | Yamaha       | -                 | 3r                |      |                |
| 2006         | Yamaha       | -                 | 12è               |      | 1r 125cc       |
| Total títols | Total títols | 0                 | 3                 | 2    | 9              |

Notes
1. ↑  La classificació consignada a MXDN fa referència a la posició final obtinguda per l'equip estatal
2. ↑  El 1991, Chiodi guanyà el Campionat d'Europa de 125cc
3. ↑  El 1994, Chiodi guanyà també el títol estatal Open